# Fiat Albea
Pour les articles homonymes, voir Albea.
L'Albea est un modèle automobile du constructeur italien Fiat pour les marchés turc et de l'ex-Europe de l'Est. Il est construit en Turquie dans les usines Fiat Tofaş et en Russie.
Variante de la gamme Fiat Siena, il est basé sur le Projet 178 de Fiat. Il est produit depuis 2002. Les retouches esthétiques de la voiture ont été signées par Giorgetto Giugiaro.
Dans certains pays, la voiture est vendue avec seulement un type de moteur. Par exemple, en Roumanie, Fiat a décidé que la meilleure stratégie afin de concurrencer le modèle Dacia Logan est de fournir seulement le moteur 1,2 16V (1242 cm³, 80 ch à 5000 tr/min, 114 N m à 4000 tr/min).
On rencontre souvent ce même modèle sous le nom de Siena dans la plupart des pays du monde où elle est fabriquée mais aussi de Petra en Inde et de Perla en Chine. La Fiat Albea diffère de la Siena uniquement par ses dimensions qui sont très légèrement différentes: empattement augmenté de 10 mm, largeur et longueur de 80 mm afin de satisfaire les critères de confort de la clientèle.
La production a pris fin en 2012 avec l'arrivée de la seconde version de la Fiat Linea.

## Galerie de photos

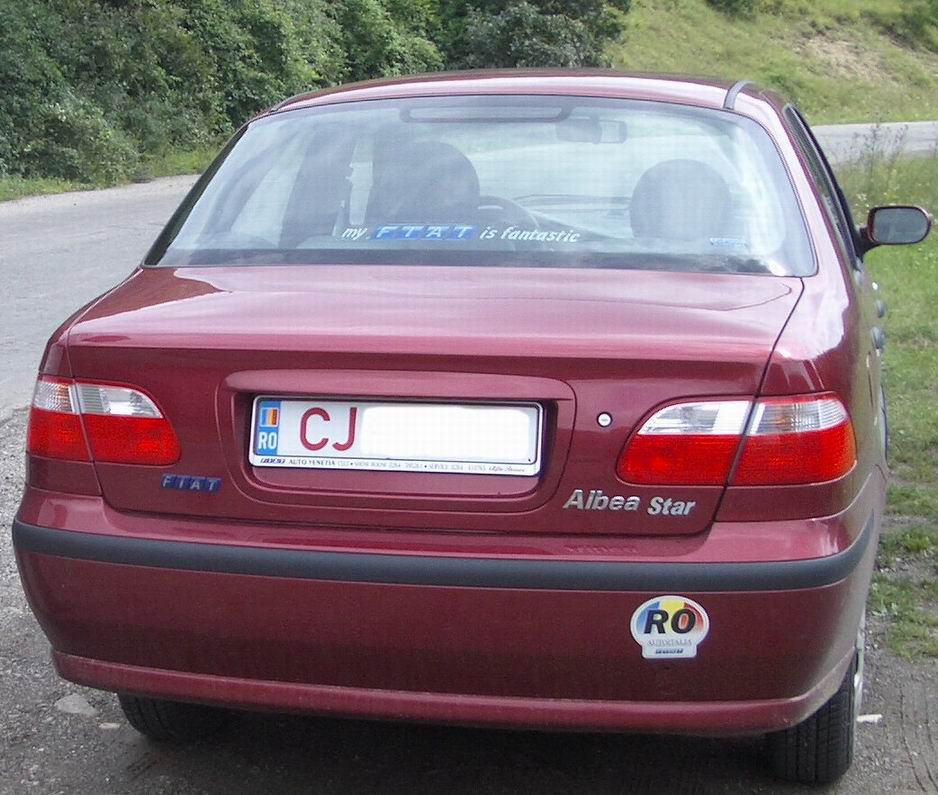
2005 Fiat Albea Star 1.2 16V de Roumanie
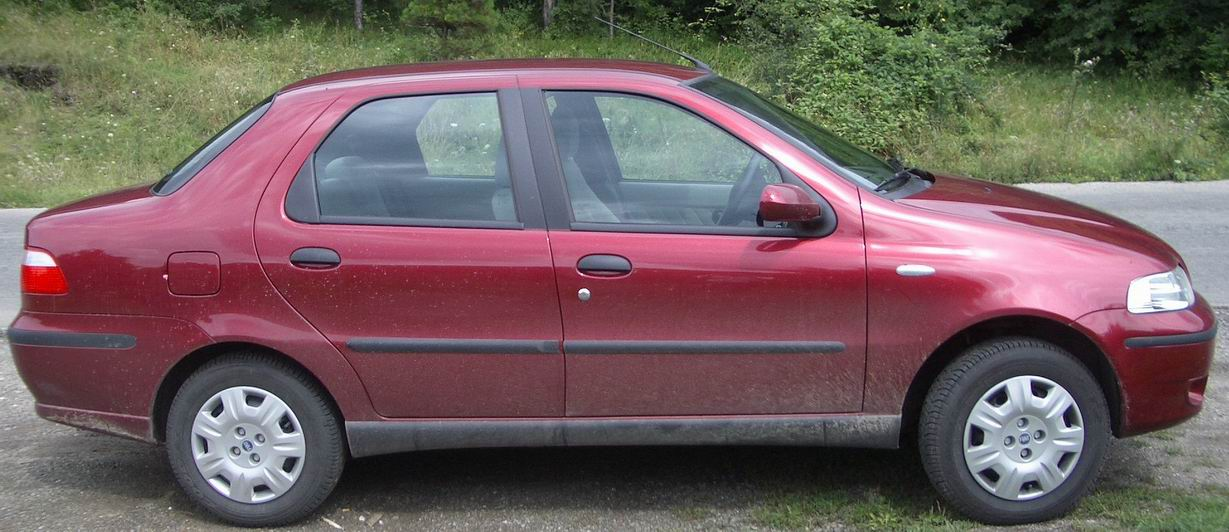
2005 Fiat Albea Star 1.2 16V de Roumanie
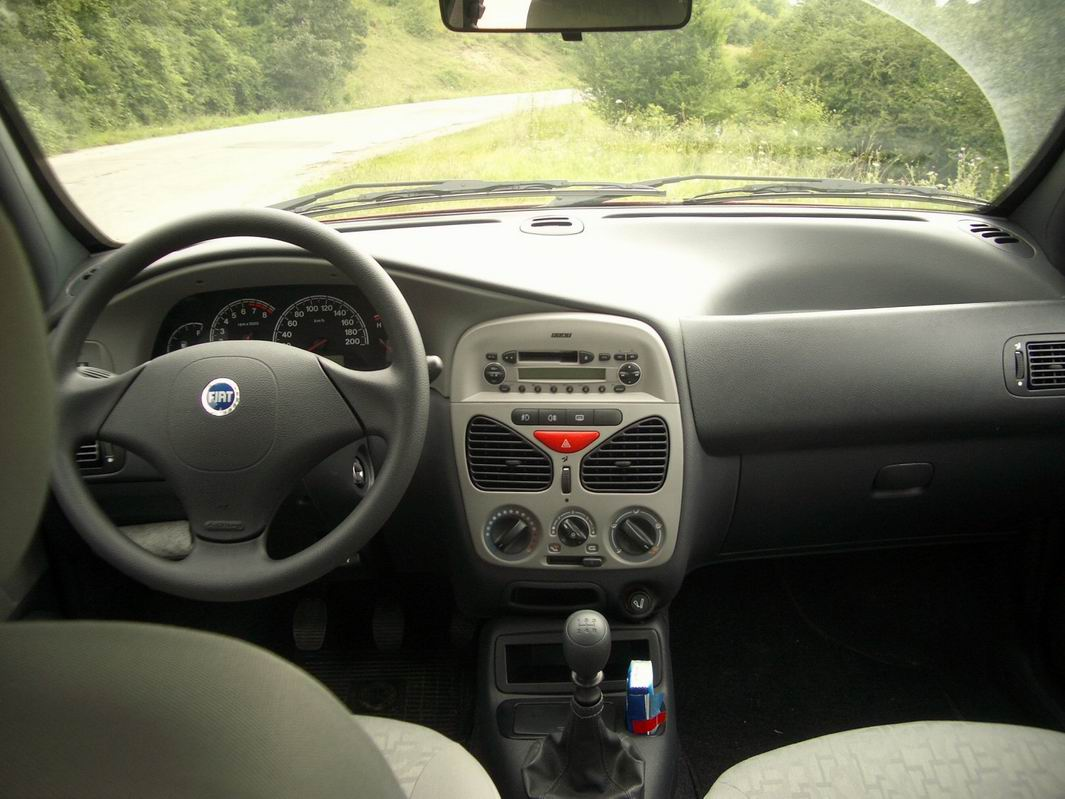
2005 Fiat Albea Star 1.2 16V de Roumanie